# Atmosfera extraterrestre

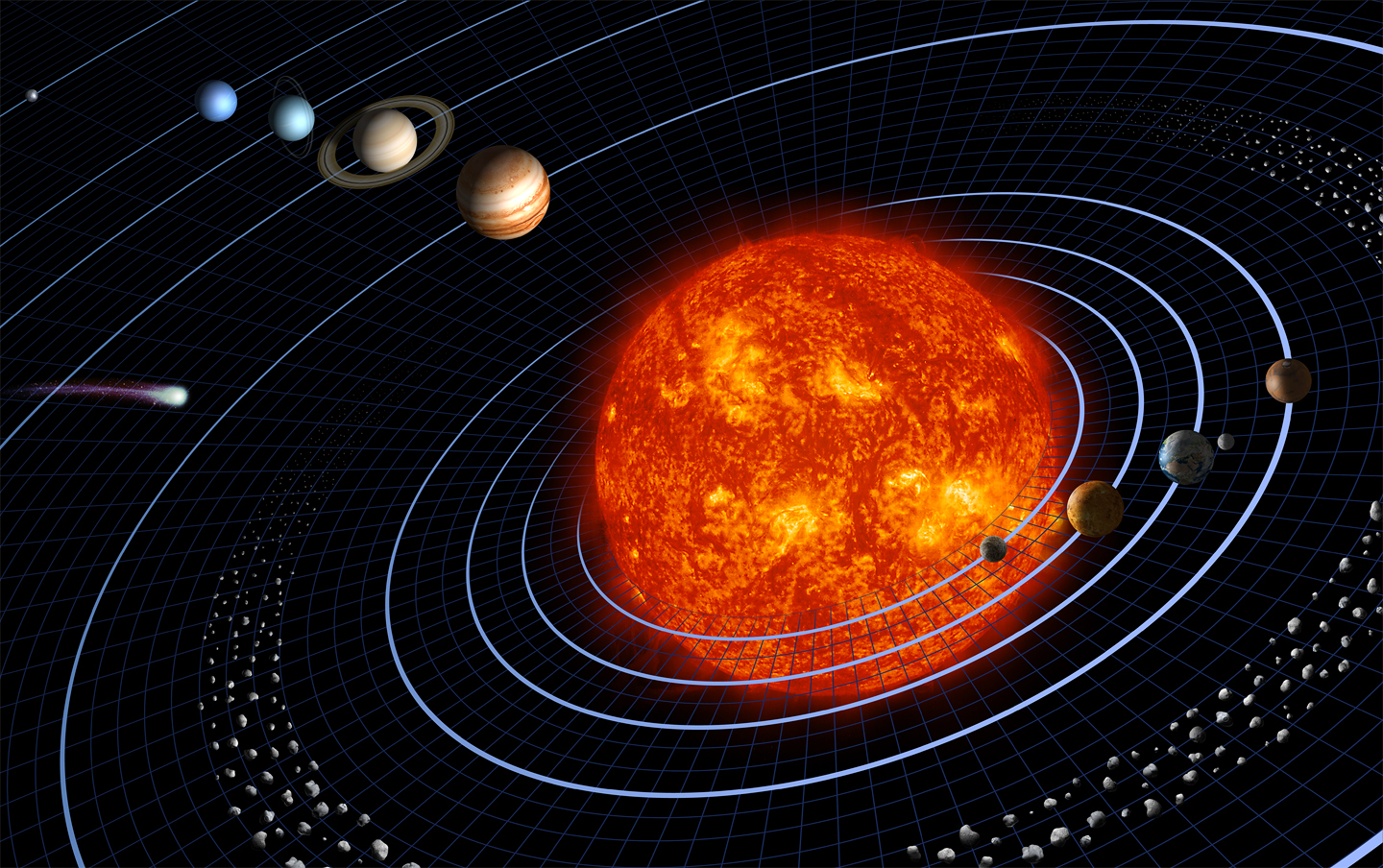
Principais características do Sistema Solar (impressão artística fora de escala)

Gráfico da velocidade de escape e a temperatura da superfície de alguns objetos do Sistema Solar, mostrando quais gases são retidos. Os objetos são desenhados em escala e suas coordenadas cartesianas estão nos pontos pretos no meio deles.

O estudo de atmosferas extraterrestres é um separado e ativo campo de estudo de atmosferas que também é abordado pela astronomia para obter uma visão das características da atmosfera da Terra. Além da Terra, muitos dos outros objetos astronômicos do Sistema Solar têm atmosferas. Estes incluem todos os gigantes gasosos, assim como Marte, Vênus e Plutão. Várias luas e outros corpos também têm atmosferas, como os cometas e o Sol. Há evidências de que os planetas extra-solares podem ter uma atmosfera. As comparações dessas atmosferas entre si e com a atmosfera da Terra ampliam nossa compreensão básica dos processos atmosféricos, como o efeito estufa, a física dos aerossóis e das nuvens, a química e a dinâmica da atmosfera. 

## Planetas

### Planetas telúricos

#### Mercúrio
Devido ao seu pequeno tamanho (e sua pequena gravidade), Mercúrio não tem atmosfera substancial. Sua atmosfera extremamente fina consiste principalmente de uma pequena quantidade de hélio e vestígios de sódio, potássio e oxigênio. Esses gases derivam do vento solar, decaimento radioativo, impactos de meteoros e quebra da crosta de Mercúrio. A atmosfera de Mercúrio não é estável e está em constante mudança por causa de seus átomos que escapam para o espaço como resultado do calor do planeta. 

#### Vênus

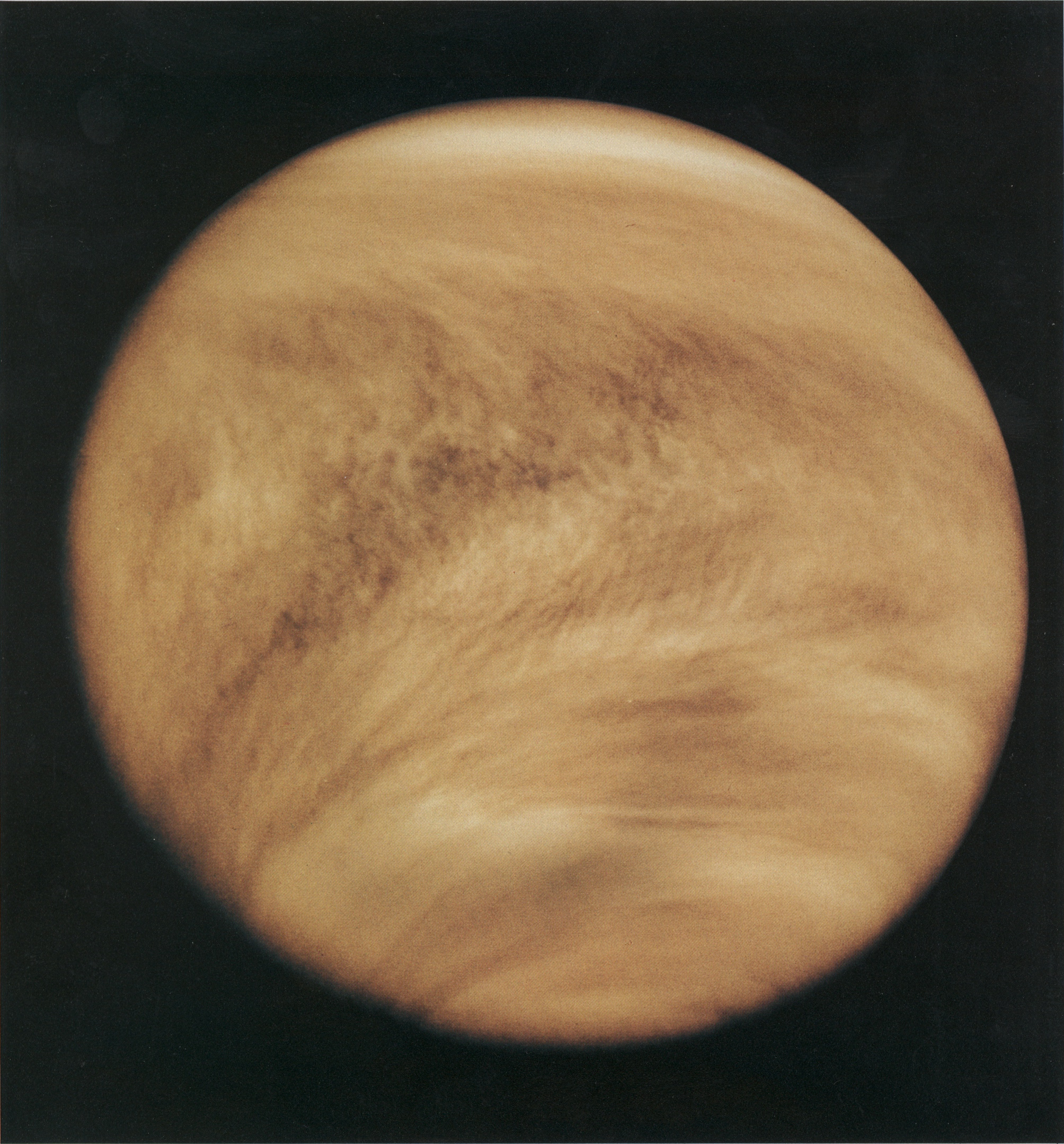
Atmosfera de Vênus em UV, pela Orquestra Venusiana Pioneira em 1979

A atmosfera de Vênus é composta majoritariamente de dióxido de carbono. Esta contém quantidades menores de nitrogênio e traços de outros elementos, incluindo compostos baseados em hidrogênio, nitrogênio, enxofre, carbono e oxigênio. A atmosfera de Vênus é muito quente e é mais densa do que a da Terra, embora seja mais baixa. Como os gases de efeito estufa aquecem a atmosfera mais baixa, eles esfriam na atmosfera superior, levando a compactar-se na termosfera.
A troposfera começa na superfície e se estende até uma altitude de 65 quilômetros (uma altitude na qual a mesosfera já foi alcançada na Terra). No topo da troposfera, a temperatura e a pressão alcançam níveis semelhantes aos da Terra. Ventos na superfície se movem de alguns metros por segundo a 70 m/s ou mais na alta troposfera. A estratosfera e a mesosfera se estendem de 65 km para 95 km de altura. A termosfera e exosfera começam a cerca de 95 quilômetros, chegando ao limite da atmosfera em cerca de 220 a 250 km. 
A pressão do ar na superfície de Vênus é cerca de 92 vezes a da Terra. A enorme quantidade de CO2 na atmosfera cria um forte efeito estufa, elevando a temperatura da superfície para cerca de 470°C, sendo mais quente que qualquer outro planeta do Sistema Solar. 

#### Marte
A atmosfera marciana é muito fina e composta principalmente de dióxido de carbono, com nitrogênio e argônio. A pressão superficial média em Marte é de 0,6 a 0,9 kPa, em comparação com cerca de 101 kPa para a Terra. Isso resulta em uma inércia térmica atmosférica muito menor e, como consequência, Marte está sujeito a fortes marés térmicas que podem alterar a pressão atmosférica total em até 10%. A fina atmosfera também aumenta a variabilidade da temperatura do planeta. As temperaturas da superfície de Marte variam de baixas de aproximadamente −140°C durante os invernos polares a máximas de até 20°C no verão. 

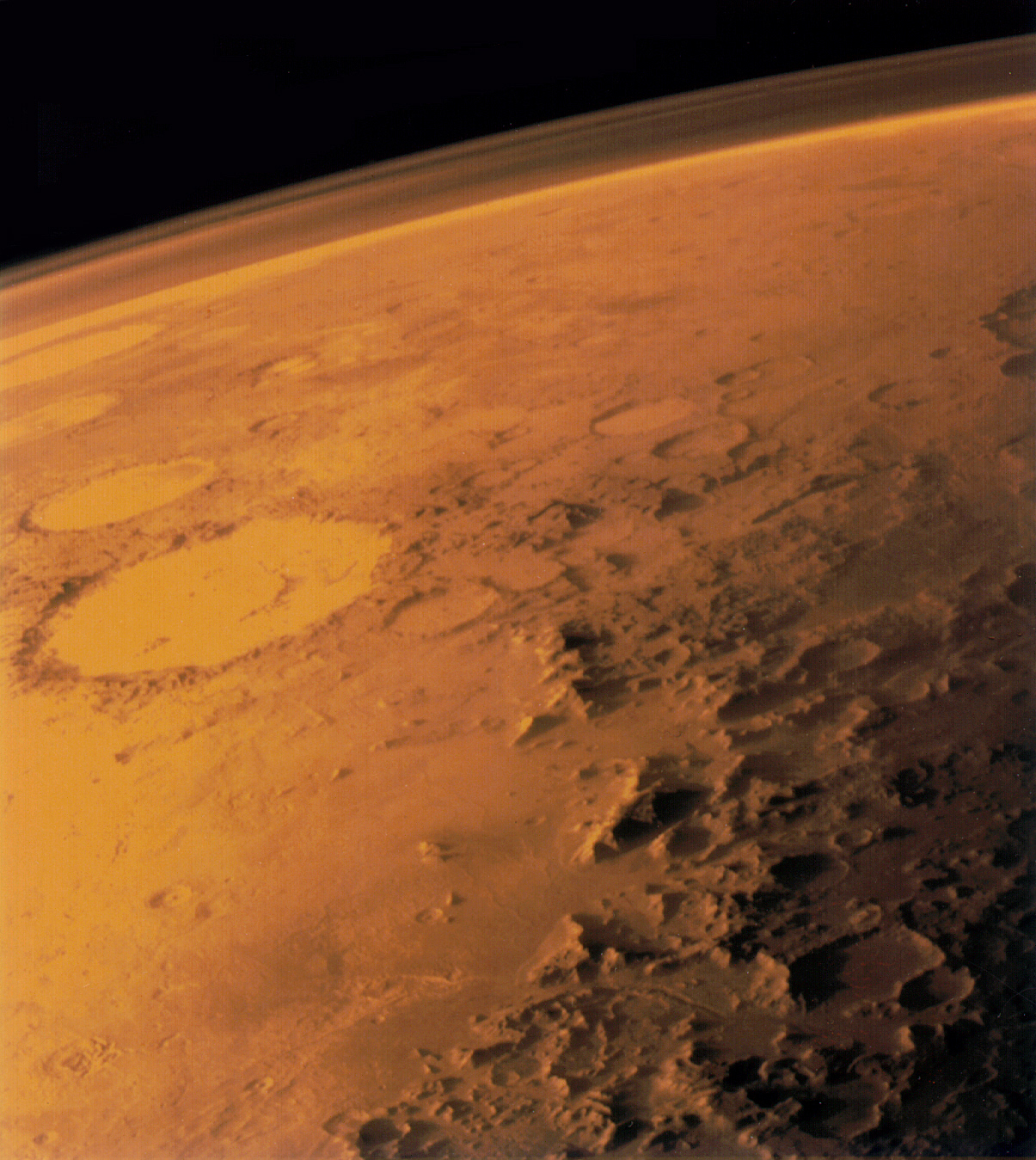
A atmosfera tênue de Marte visível no horizonte.

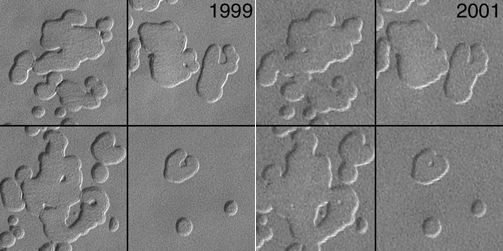
Poços na calota polar sul, MGS 1999, NASA

Entre as missões Viking e Mars Global Surveyor, foi notado que Marte se tornou muito mais frio (10 a 20 K) que as temperaturas atmosféricas globais observadas durante os períodos de 1997 e 1977 e que a atmosfera global de Marte é mais fria, menos poeirenta e mais nublada do que o indicado pela climatologia estabelecida pela missão Vinking, com temperaturas atmosféricas geralmente mais baixas e menor carga de poeira nas últimas décadas em Marte do que durante a Missão Viking. O Mars Reconnaissance Orbiter, embora abranja um conjunto de dados muito menor, este não mostra nenhum aquecimento da temperatura média planetária ou um possível resfriamento. No entanto, observações entre 1999 e 2001 mostram mudanças nos poços da camada de dióxido de carbono congelada no pólo sul de Marte, e que sugerem que a calota está encolhendo. Observações mais recentes indicam que o pólo sul de Marte continua a derreter. "Está evaporando agora a uma taxa prodigiosa", diz Michael Malin, investigador principal da Mars Orbiter Camera. Os poços no gelo estão crescendo cerca de 3 metros por ano. Malin afirma que as condições em Marte não são atualmente condutivas à formação de novas porções de gelo. Um site sugeriu que isso indica uma mudança climática em andamento em Marte e vários estudos sugerem que isso pode ser um fenômeno local e não global.
Colin Wilson propôs que as variações observadas são causadas por irregularidades na órbita de Marte. William Feldman especula que o aquecimento pode existir porque Marte pode estar saindo de uma era do gelo. Outros cientistas afirmam que o aquecimento pode ser resultado do albedo das tempestades de poeira. O estudo prevê que o planeta poderia continuar a aquecer, como resultado das observações.
Em 7 de Junho de 2018, a NASA anunciou que a sonda Curiosity detectou uma variação sazonal cíclica de metano na atmosférico, bem como a presença de querogênio e compostos orgânicos complexos.

### Gigantes gasosos
Os quatro planetas exteriores do Sistema Solar são gigantes gasosos. Eles compartilham algumas semelhanças atmosféricas entre si. Todos têm atmosferas que são principalmente hidrogênio e hélio e que se misturam no interior líquido a pressões maiores que a pressão crítica, de modo que não há limites claros entre a atmosfera e o corpo "massivo". 

#### Júpiter

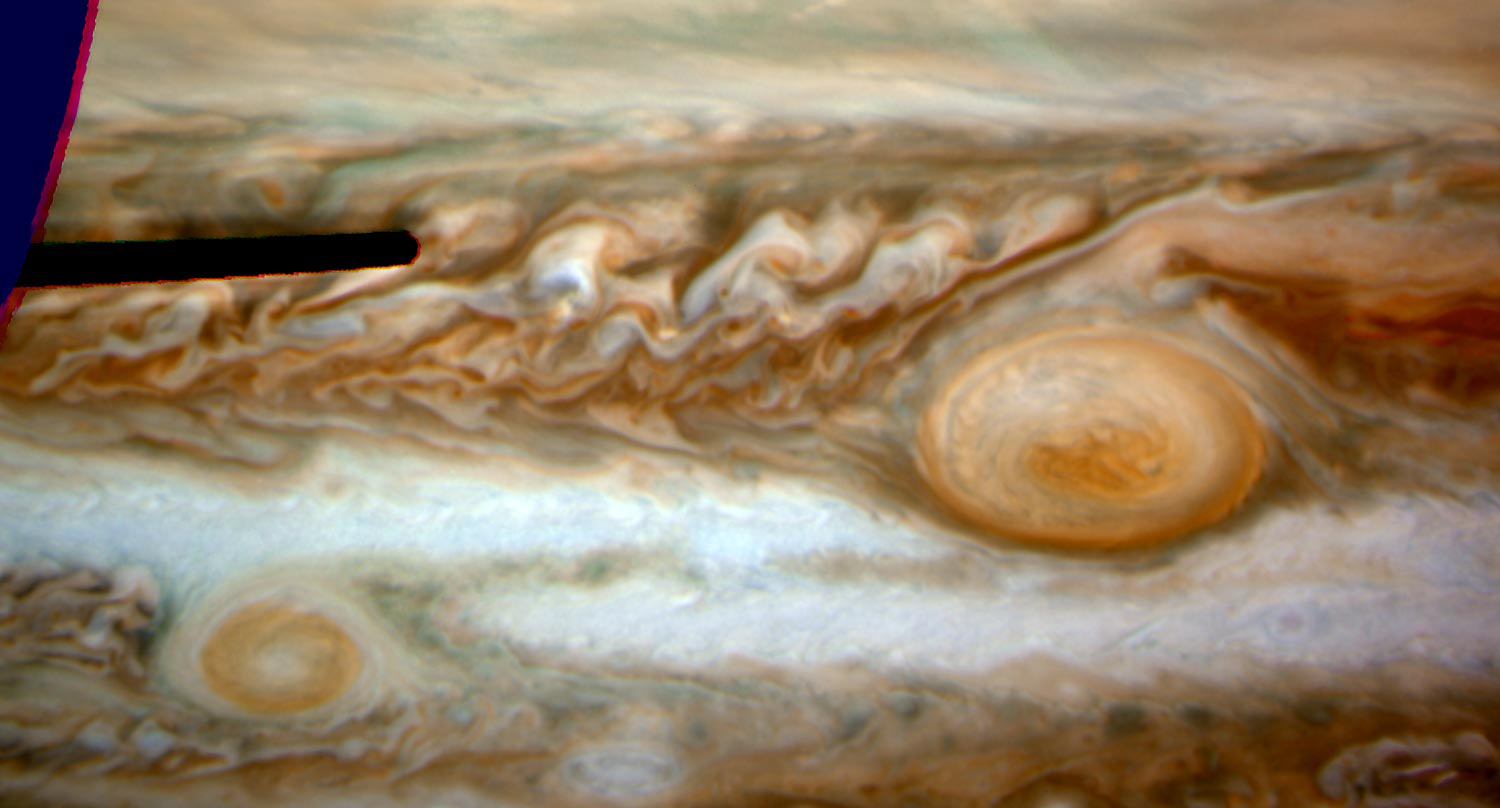
Oval BA à esquerda e a Grande Mancha Vermelha à direita.

A atmosfera superior de Júpiter é composta por cerca de 75% hidrogênio e 24% hélio, com os restantes 1% constituídos por outros elementos. O interior contém materiais mais densos, de modo que a distribuição é de aproximadamente 71% hidrogênio, 24% hélio e 5% de outros elementos. A atmosfera contém vestígios de metano, vapor de água, amônia e compostos à base de silício. Há também vestígios de carbono, etano, sulfeto de hidrogênio, néon, oxigênio, fosfina e enxofre. A camada mais externa da atmosfera contém cristais de amônia congelada, possivelmente revestidos por uma fina camada de água. 
Júpiter é coberto com uma camada de nuvens de cerca de 50 km de profundidade. As nuvens são compostas de cristais de amônia e possivelmente de hidrossulfeto de amônio (NH4SH). As nuvens estão localizadas na tropopausa e são organizadas em faixas de diferentes latitudes, conhecidas como regiões tropicais. Estes são subdivididos em zonas de tons mais claros e cintos mais escuros. As interações desses padrões de circulação conflitantes causam tempestades e turbulências. A característica mais conhecida da camada de nuvens é a Grande Mancha Vermelha, uma persistente tempestade anticiclônica localizada a 22° ao sul do equador, com tamanho maior que a Terra. Em 2000, uma característica atmosférica se formou no hemisfério sul que é similar em aparência à Grande Mancha Vermelha, mas menor em tamanho. A nova mancha foi nomeada Oval BA e foi apelidada de Red Spot Junior (Mancha Vermelha Júnior). 
Observações da tempestade Red Spot Jr. sugerem que Júpiter pode estar em um período de mudança climática global. Esta hipótese é parte de um ciclo climático global de aproximadamente 70 anos, caracterizado pela formação relativamente rápida e subsequente erosão e fusão de vórtices ciclônicos e anticiclônicos na atmosfera de Júpiter. Esses vórtices facilitam a troca de calor entre os polos e o equador. Se tiverem sido suficientemente erodidas, a troca de calor é fortemente reduzida e as temperaturas regionais podem variar até 10 K, com os polos esfriando e a região do equador esquentando. O grande diferencial de temperatura resultante desestabiliza a atmosfera e, assim, leva à criação de novos vórtices.

#### Saturno
A atmosfera externa de Saturno consiste em cerca de 93,2% de hidrogênio e 6,7% de hélio. Quantidades vestigiais de amônia, acetileno, etano, fosfina e metano também foram detectadas. Assim como Júpiter, as nuvens superiores em Saturno são compostas de cristais de amônia, enquanto as nuvens de nível inferior parecem ser compostas de hidrossulfeto de amônio ou água. 
A atmosfera de Saturno é de várias maneiras semelhante à de Júpiter. Exibe um padrão de bandas semelhante ao de Júpiter e ocasionalmente exibe ciclones ovais de duração longa causados por tempestades. Uma formação de tempestade análoga à Grande Mancha Vermelha de Júpiter, a Grande Mancha Branca, é um fenômeno de curta duração que se forma com uma periodicidade de aproximadamente 30 anos. Foi observado pela última vez em 1990. No entanto, as tempestades e o padrão de bandas são menos visíveis e ativos do que os de Júpiter, devido à neblina amoniacal sobreposta na troposfera de Saturno. 
A atmosfera de Saturno tem várias características incomuns. Seus ventos estão entre os mais rápidos do Sistema Solar, com dados da Voyager indicando ventos de leste de 500 m/s. É também o único planeta com um vórtice polar quente e é o único outro planeta, que não a Terra, onde as nuvens que formam o olho do furacão foram observadas em estruturas semelhantes a furacões . 

#### Urano
A atmosfera de Urano é composta principalmente de gás e gelo de várias substâncias. É composta por cerca de 83% de hidrogênio, 15% de hélio, 2% de metano e vestígios de acetileno. Como Júpiter e Saturno, Urano tem uma camada de nuvem com faixas, embora isso não seja facilmente visível sem o aprimoramento das imagens visuais do planeta. Ao contrário dos gigantes gasosos maiores, as baixas temperaturas na camada superior da nuvens do planeta chegam até 50 K, causam a formação de nuvens a partir do metano em vez da amônia. 
Menos atividades tempestuosas tem sido observadas na atmosfera de Urano do que as comumente observadas em Júpiter ou Saturno, e, devido à neblina de metano e acetileno em sua atmosfera, esta acaba fazendo com que o planeta se pareça com um globo azul claro e sem muitas variações na aparência. Imagens tiradas em 1997 com o Telescópio Espacial Hubble mostraram a atividade de tempestades na parte da atmosfera que emerge do inverno uraniano de 25 anos. A falta de atividades tempestuosas em geral podem estar relacionadas à falta de um mecanismo interno de geração de energia para Urano, sendo uma característica única entre os gigantes gasosos.

#### Netuno

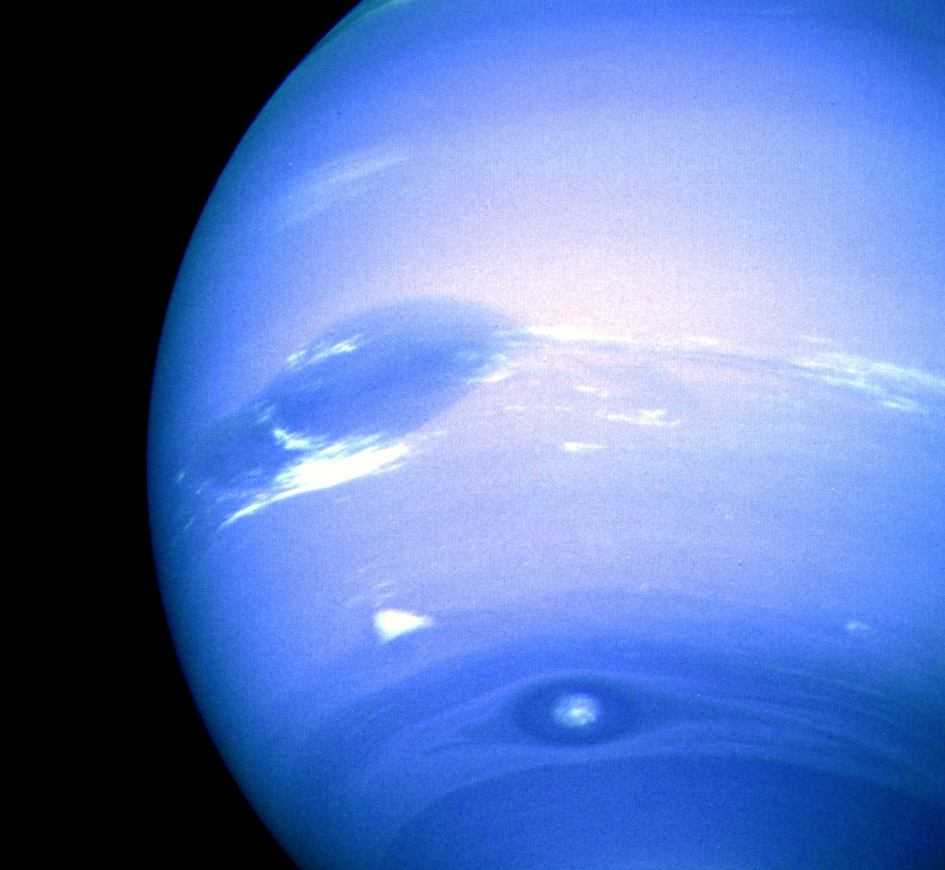
Grande Mancha Escura (acima), Pequena Mancha Escura (em baixo) e Scooter (nuvem branca entre as duas).

A atmosfera de Netuno é semelhante à de Urano. É cerca de 80% de hidrogênio, 19% de hélio e 1,5% de metano. No entanto, a atividade em Netuno é muito mais ativa, e sua atmosfera é muito mais azul que a de Urano. Os níveis superiores da atmosfera atingem temperaturas de cerca de 55 K, dando origem a nuvens de metano em sua troposfera, o que dá ao planeta sua cor ultramarina. As temperaturas sobem a medida que a profundidade aumenta na atmosfera. 
Netuno tem sistemas climáticos extremamente dinâmicos, incluindo as maiores velocidades do vento no Sistema Solar, que se acredita serem alimentadas pelo fluxo do calor interno. Ventos típicos na região equatorial com faixas podem ter velocidades de cerca de 350 m/s, enquanto os sistemas de tempestades podem ter ventos atingindo cerca de 900 m/s, quase a velocidade do som na atmosfera de Netuno. Vários grandes sistemas de tempestades foram identificados, incluindo a Grande Mancha Escura, um sistema ciclônico de tempestades do tamanho da Eurásia, o Scooter, um grupo de nuvens brancas mais ao sul da Grande Mancha Escura, uma tempestade ciclônica ao sul. 
O brilho do planeta aumentou desde 1980 e está estatisticamente correlacionado com a sua temperatura estratosférica. Hammel e Lockwood especulam que a mudança no brilho inclui um componente de variação solar, bem como um componente sazonal, embora eles não tenham encontrado uma correlação estatisticamente significativa com a variação solar. Eles propõem que a resolução desta questão será esclarecida pelas observações de brilho nos próximos anos.

## Outros corpos no sistema solar

### Satélites naturais
Dez dos muitos satélites naturais do Sistema Solar são conhecidos por terem atmosferas: Europa, Io, Calisto, Encelado, Ganimedes, Titã, Rhea, Dione, Tritão e a Lua da Terra . Ganimedes e Europa têm atmosferas de oxigênio muito tênues, que se acredita serem produzidas pela radiação que atinge o gelo de água presente na superfície dessas luas dividindo o hidrogênio e oxigênio da molécula de água. Io tem uma atmosfera extremamente fina consistindo principalmente de dióxido de enxofre (
SO2), decorrente do vulcanismo e da sublimação da superfície dos depósitos de dióxido de enxofre superficiais. A atmosfera de Encélado também é extremamente fina e variável, consistindo principalmente de vapor de água, nitrogênio, metano e dióxido de carbono expelidos do interior da lua através do criovulcanismo. Acredita-se que a atmosfera extremamente fina de dióxido de carbono de Calisto seja reabastecida por sublimação dos depósitos superficiais. 

#### Titã

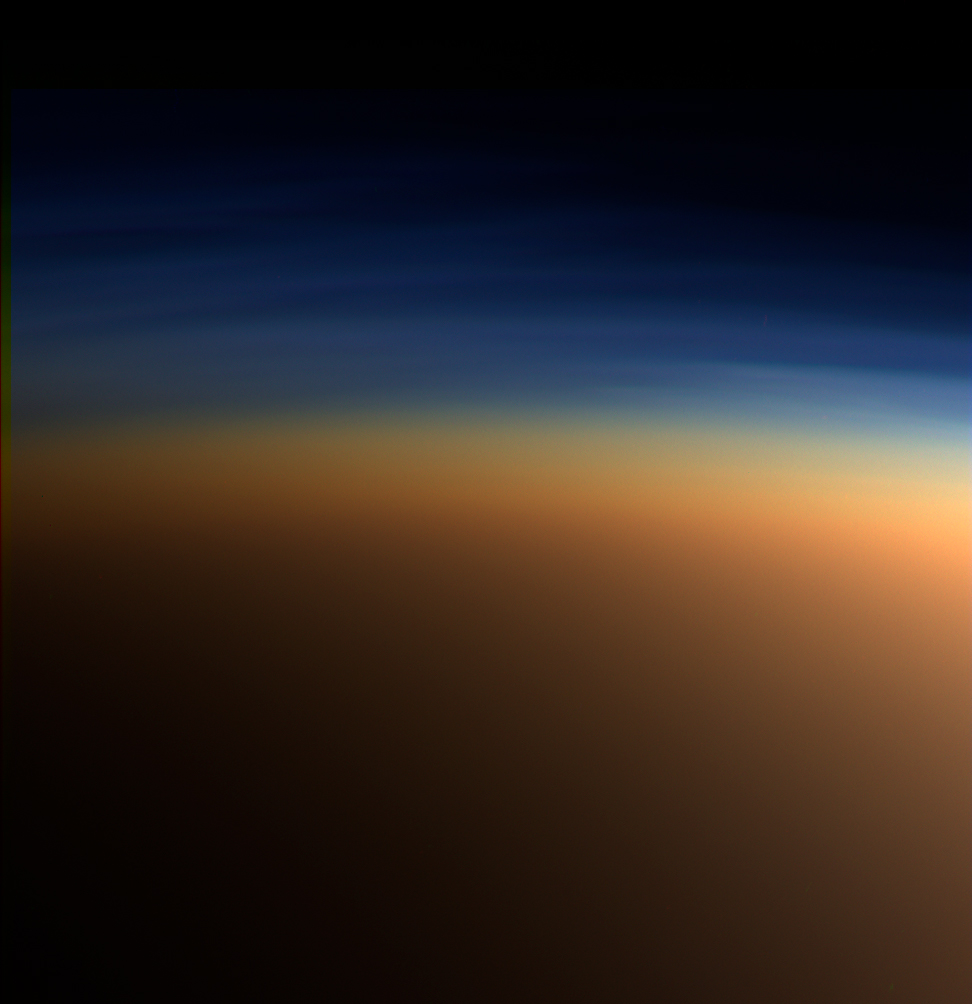
Imagem em cores reais das camadas de neblina na atmosfera de Titã.

Titã possui a atmosfera mais densa de qualquer satélite natural do sistema solar. A sua atmosfera é na verdade mais densa que a da Terra, com uma pressão superficial de 147 kPa, uma vez e meia a da Terra. A atmosfera é composta por 98,4% de nitrogênio, com os 1,6% restantes sendo compostos de metano e vestígios de outros gases, como hidrocarbonetos (incluindo etano, diacetileno, metilacetileno, cianoacetileno, acetileno, propano), argônio, dióxido de carbono, monóxido de carbono, cianogênio, hidrogênio cianeto e hélio . Acredita-se que os hidrocarbonetos se formem na atmosfera superior de Titã em reações resultantes da quebra do metano pela luz ultravioleta do Sol, produzindo uma fumaça alaranjada espessa. Titã não possui campo magnético e algumas vezes orbita fora da magnetosfera de Saturno, expondo-a diretamente ao vento solar. Isso pode ionizar e carregar algumas moléculas do topo da atmosfera. 
A atmosfera de Titã suporta uma camada de nuvens opaca que obscurece as características da superfície de Titã nos comprimentos de onda visíveis. A névoa que pode ser vista na imagem adjacente contribui para o efeito anti-estufa do satélite e reduz a temperatura ao repelir a luz solar que atinge o satélite. A atmosfera espessa bloqueia a luz de comprimento de onda mais visível do Sol e outras fontes que consigam alcançar a superfície de Titã. 

#### Tritão
Tritão, a maior lua de Netuno, tem uma atmosfera de nitrogênio tênue com pequenas quantidades de metano. A pressão atmosférica do satélite tritoniano é de cerca de 1 Pa. A temperatura da superfície é de pelo menos 35,6 K, com o nitrogênio atmosférico em equilíbrio com o gelo de nitrogênio na superfície de Tritão. 
Tritão aumentou em 5% a sua temperatura absoluta de 1989 até 1998. Um aumento semelhante de temperatura na Terra seria equivalente a cerca de um aumento de 11°C na temperatura num período de nove anos. "Pelo menos desde 1989, Tritão vem passando por um período de aquecimento. Em porcentagem, é um aumento muito grande", disse James L. Elliot, num relatório publicado.
Tritão está se aproximando de uma temporada de verão excepcionalmente quente que só acontece uma vez a cada cem anos. Elliot e seus colegas acreditam que a tendência do aquecimento de Tritão poderia ser impulsionada por mudanças sazonais na absorção de energia solar por suas calotas polares. Uma sugestão para esse aquecimento é que isso é resultado de padrões de geada que mudam em sua superfície. Outra é que o albedo do gelo mudou, permitindo que mais calor do Sol seja absorvido. Bonnie J. Buratti  argumenta que as mudanças na temperatura são o resultado da deposição de material vermelho escuro de processos geológicos no satélite, como a ventilação maciça. Como o albedo de Bond de Tritão está entre os mais altos dentro do Sistema Solar, ele é sensível a pequenas variações no albedo espectral.

### Plutão
Plutão tem uma atmosfera extremamente fina que consiste em nitrogênio, metano e monóxido de carbono, derivados dos gelos em sua superfície. Dois modelos mostram que a atmosfera não se congela e colapsa completamente quando Plutão se afasta do Sol em sua órbita extremamente elíptica . Alguns outros modelos mostram que isso plausível. Plutão precisa de 248 anos para uma órbita completa e o planeta anão foi observado por menos de um terço desse tempo e está a uma distância média de 39 UA do Sol, portanto, dados aprofundados de Plutão são escassos e difíceis de coletar. A temperatura é medida quando um aparelho observa a passagem do objeto na frente do Sol, notam quão rápido a luz perde a velocidade para, a partir disso, deduzir a densidade da atmosfera e descobrir a temperatura atmosférica. 

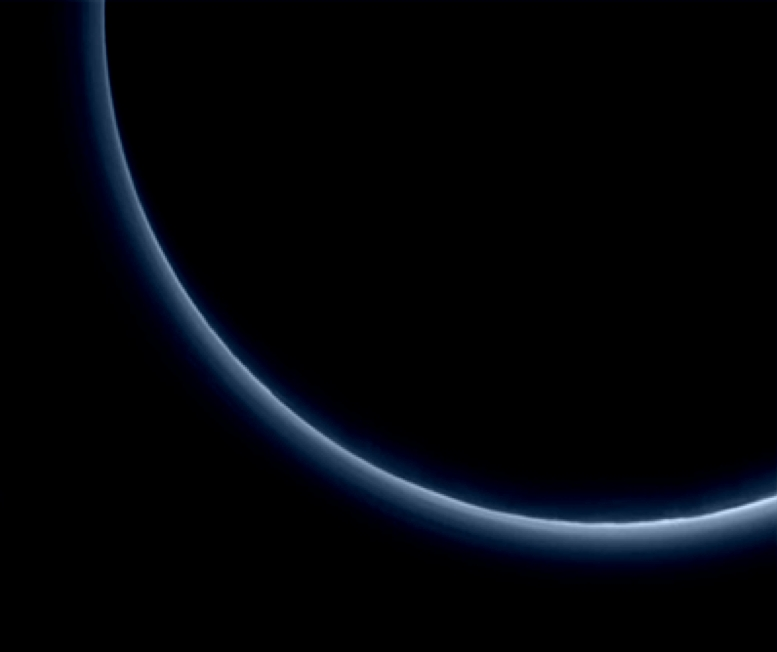
A atmosfera de Plutão iluminada pelo Sol.

As medições por ocultação aconteceram em 1988. Observações de uma segunda ocultação em 20 de agosto de 2002 sugerem que a pressão atmosférica de Plutão triplicou, indicando um aquecimento de cerca de 2°C, como previsto por Hansen e Paige. O aquecimento "provavelmente não está relacionado com o da Terra", diz Jay Pasachoff. Um astrônomo especulou que o aquecimento pode ser resultado de atividade eruptiva, mas é mais provável que a temperatura de Plutão seja fortemente influenciada por sua órbita elíptica. Foi o mais próximo do Sol em 1989 (periélio) e recuou lentamente desde então. Se tiver alguma inércia térmica, espera-se que aqueça durante algum tempo depois de passar pelo periélio. "Essa tendência de aquecimento em Plutão pode facilmente durar outros 13 anos", diz David J. Tholen. Também foi sugerido que o escurecimento do gelo superficial também pode ser a causa, mas dados e manuseios adicionais dos dados já existentes são necessários. A distribuição de gelo na superfície de Plutão é significativamente afetada pela alta obliquidade do planeta anão.

## Exoplanetas

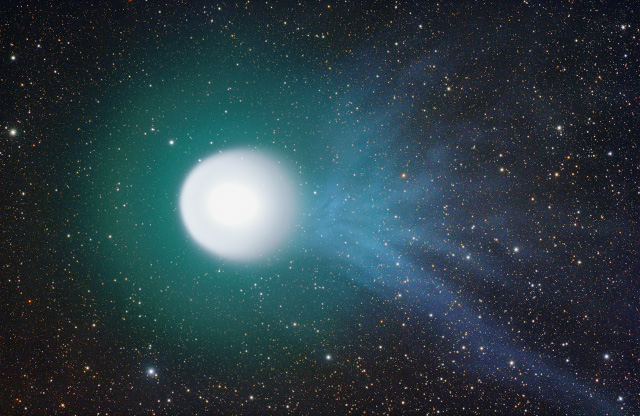
Imagem de telescópio do cometa 17P/Holmes em 2007.

Vários exoplanetas possuem atmosfera. Atualmente, a maioria das detecções de atmosfera são de júpiteres quentes ou netunos quentes que orbitam muito perto de sua estrela e, portanto, têm atmosferas aquecidas e estendidas. Observações de atmosferas de exoplanetas são de duas maneiras: a primeira é pela fotometria de transmissão ou de espectros detectam a luz que passa pela atmosfera de um planeta enquanto transita em frente à sua estrela e o segundo é quando há uma emissão direta de uma atmosfera planetária que pode ser detectada pela diferenciação da estrela somada à luz do planeta, sendo obtida durante a maior parte da órbita do planeta com a luz da estrela ou durante um eclipse secundário (quando o exoplaneta está por trás de sua estrela). 
A primeira atmosfera planetária extra-solar observada foi feita em 2001. O sódio na atmosfera do planeta HD 209458 b foi detectado durante um conjunto de quatro trânsitos do planeta. Observações posteriores com o Telescópio Espacial Hubble mostraram um enorme envelope elipsoidal de hidrogênio, carbono e oxigênio ao redor do planeta. Este envelope atinge temperaturas de 10.000 K. Estima-se que o planeta esteja perdendo (1 a 5)×108 kg de hidrogênio por segundo. Este tipo de perda de atmosfera pode ser comum a todos os planetas que orbitam estrelas parecidas com o Sol mais perto do que cerca de 0,1 UA. Além de hidrogênio, carbono e oxigênio, acredita-se que o HD 209458 b tenha vapor de água em sua atmosfera. O vapor de sódio e água também foi observado na atmosfera do HD 189733 b, outro planeta gigante de gás quente. 
Em outubro de 2013, foi anunciada a detecção de nuvens na atmosfera de Kepler-7b, e, em dezembro de 2013, também nas atmosferas de Gliese 436 b e Gliese 1214 b.
Em maio de 2017, foi possível a detecção de lampejos de luz cintilantes da Terra a partir de um satélite em órbita a um milhão de quilômetros de distância. Estes foram refletidos como de cristais de gelo na atmosfera. A tecnologia usada para detectar isso pode ser útil para estudar as atmosferas de mundos distantes, incluindo os exoplanetas. 

### Composição atmosférica
Em 2001, sódio foi detectado na atmosfera de HD 209458 b.
Em 2008, água, monóxido de carbono, dióxido de carbono e metano foram detectados na atmosfera de HD 189733 b. 
Em 2013, água foi detectada nas atmosferas de HD 209458 b, XO-1b, WASP-12b, WASP-17b e WASP-19b.
Em julho de 2014, a NASA anunciou a descoberta de atmosferas muito secas em três exoplanetas (HD 189733b, HD 209458b e WASP-12b) orbitando estrelas semelhantes ao Sol.
Em setembro de 2014, a NASA informou que o HAT-P-11b é o primeiro exoplaneta do tamanho de Netuno conhecido por ter uma atmosfera relativamente livre de nuvens e, também, a primeira vez que moléculas de outro tipo foram encontradas, especificamente vapor de água em um exoplaneta relativamente pequeno.
A presença de oxigênio molecular (
O2) pode ser detectável por telescópios terrestres, e pode ser produzido por processos geofísicos, bem como um subproduto da fotossíntese por formas de vida, por isso, embora encorajador, 
O2 não é uma bioassinatura confiável. De fato, planetas com alta concentração de 
O2 em sua atmosfera podem ser inabitáveis. A abiogênese na presença de quantidades massivas de oxigênio atmosférico poderia ser difícil, porque os primeiros organismos dependiam da energia livre disponível nas reações redox, envolvendo uma variedade de compostos de hidrogênio; em um planeta rico em 
O2, os organismos teriam que competir com o oxigênio por essa energia livre.
Em junho de 2015, a NASA informou que o WASP-33b tem uma estratosfera. O ozônio e os hidrocarbonetos absorvem grandes quantidades de radiação ultravioleta, aquecendo as partes superiores da atmosfera que os contêm, criando uma inversão de temperatura e uma estratosfera. No entanto, essas moléculas são destruídas com as temperaturas dos exoplanetas quentes, criando dúvidas se os exoplanetas quentes poderiam ter uma estratosfera. A inversão de temperatura e a estratosfera foram identificadas em WASP-33b como sendo causadas pelo óxido de titânio, que é um absorvedor forte de radiação visível e ultravioleta, e só pode existir como um gás em uma atmosfera quente. WASP-33b é o exoplaneta mais quente conhecido, com uma temperatura de 3.200ºC e é aproximadamente quatro vezes e meia a massa de Júpiter.
Em fevereiro de 2016, foi anunciado que o Telescópio Espacial Hubble da NASA detectou hidrogênio e hélio (e possíveis traços de cianeto de hidrogênio), mas nenhum vapor de água, na atmosfera de 55 Cancri e, pela primeira vez a atmosfera de uma exoplaneta superterra foi analisado com sucesso.

### Circulação atmosférica
A circulação atmosférica de planetas que giram mais lentamente ou possuem uma atmosfera mais espessa permite que mais calor flua para os pólos, o que reduz as diferenças de temperatura entre os pólos e o equador.

### Nuvens
Em outubro de 2013, foi anunciada a detecção de nuvens na atmosfera de Kepler-7b, e, em dezembro de 2013, também nas atmosferas de GJ 436 b e GJ 1214 b.

### Precipitação
A precipitação sob a forma de líquido (chuva) ou sólido (neve) varia em composição dependendo da temperatura atmosférica, pressão, composição e altitude. Atmosferas quentes poderiam ter chuva de ferro, chuva de vidro fundido, e chuva feita de minerais rochosos como enstatita, coríndon, espinélio e wollastonita. Nas profundezas das atmosferas dos gigantes gasosos, poderia chover diamantes e hélio contendo néon dissolvido.

### Oxigênio abiótico
Existem processos geológicos e atmosféricos que produzem oxigênio livre, então a detecção de oxigênio não é necessariamente uma indicação de vida.
Os processos da vida resultam em uma mistura de produtos químicos que não estão em equilíbrio químico, mas também há processos de desequilíbrio abiótico que precisam ser considerados. A bioassinatura atmosférica mais robusta é muitas vezes considerada como oxigénio molecular (
O2) e, seu subproduto fotoquímico, ozônio (
O3). A fotólise da água (
H2O) por raios UV, seguido do escape hidrodinâmico de hidrogênio pode levar a um acúmulo de oxigênio em planetas perto de sua estrela passando por um efeito estufa descontrolado. Para os planetas na zona habitável, pensava-se que a fotólise da água seria fortemente limitada pelo aprisionamento frio (cold trap) do vapor de água na baixa atmosfera. No entanto, a medida de H2O aprisionada pelo processo depende fortemente da quantidade de gases não-condensáveis na atmosfera, tais como azoto (N2) e argônio. Na ausência de tais gases, a probabilidade de acúmulo de oxigênio também depende de formas complexas na histórico de acreção do planeta, na química interna, na dinâmica atmosférica e no estado orbital. Portanto, o oxigênio, por si só, não pode ser considerado uma bioassinatura robusta. A proporção de nitrogênio e argônio em relação ao oxigênio pode ser detectada pelo estudo das curvas de fase térmica ou pela medição da espectroscopia de transmissão do declive espectral de Dispersão de Rayleigh durante um trânsito em uma atmosfera sem interferências (ou seja, livre de aerossol).

## Metano
A detecção de metano em corpos astronômicos é de interesse para a ciência e tecnologia, pois pode ser evidência de vida extraterrestre (bioassinatura),   por ajudar a fornecer ingredientes orgânicos para a vida se formar, e, também, o metano poderia ser usado como combustível ou propulsor de foguete para futuras missões robóticas e tripuladas no Sistema Solar.
- Em Mercúrio, a atmosfera tênue contém traços de metano.[92]
- Em Vênus, a atmosfera contém uma grande quantidade de metano a partir de 60 quilômetros da superfície de acordo com os dados coletados pelo Espectrômetro de Massa da Pioneer Venus Large Probe Neutral.[93]
- A Lua contém traços vestigiais que são liberados da superfície.[94]

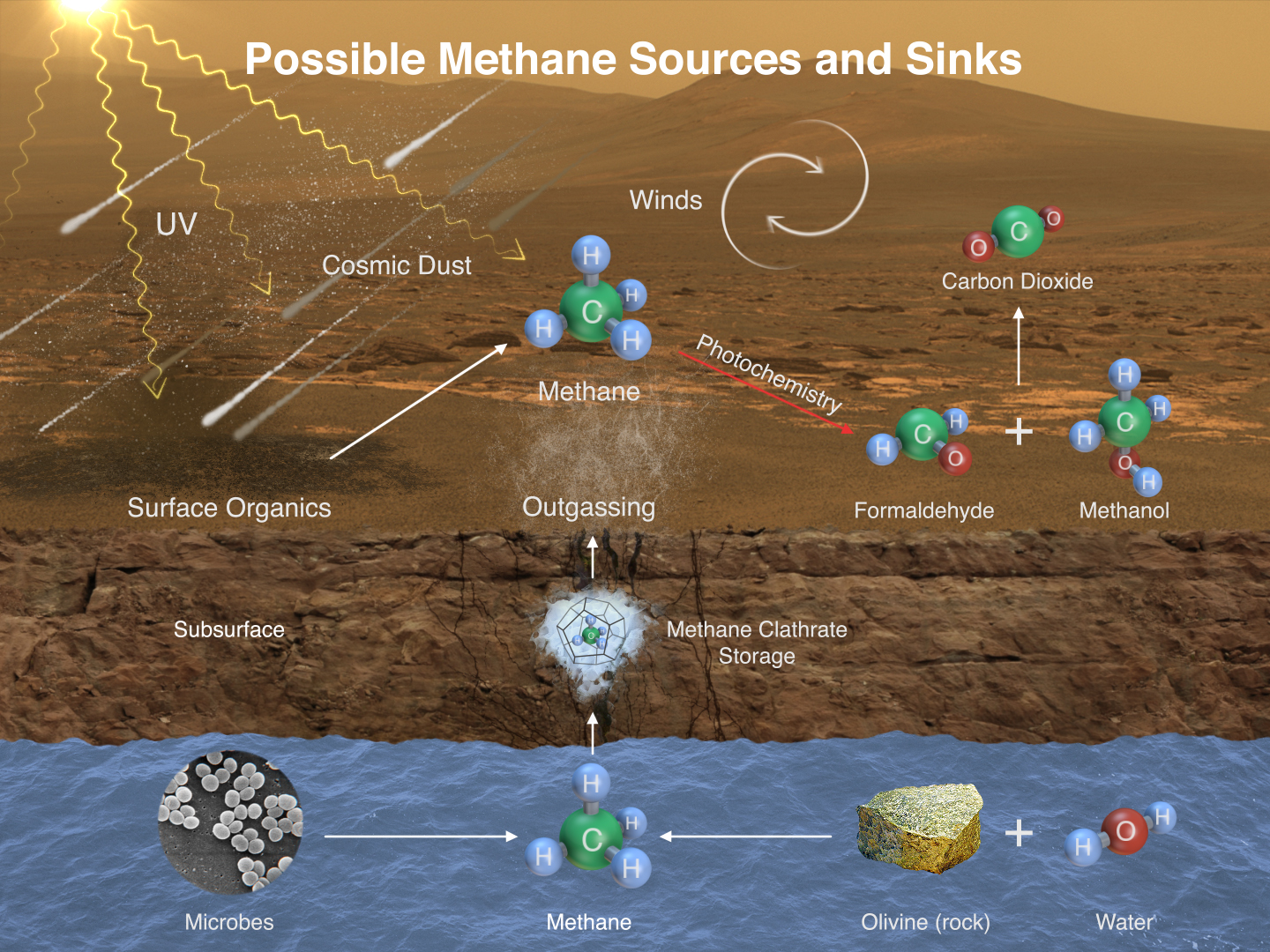
Fontes e sumidouros potenciais de Metano (CH_{4}) em Marte.

- Em Marte, a atmosfera marciana contém 10 nmol/mol de metano.[95] A fonte de metano em Marte não foi determinada. Pesquisas sugerem que o metano pode vir de vulcões, linhas de falha ou metanogênicos,[96] que pode ser um subproduto de descargas elétricas das tempestades de poeira[97] ou resultado da radiação UV.[98] Em janeiro de 2009, os cientistas da NASA anunciaram que descobriram que o planeta geralmente expele o metano na atmosfera em áreas específicas, levando alguns a especular que isso pode ser um sinal de atividade biológica abaixo da superfície.[99] O rover Curiosity, que pousou em Marte em agosto de 2012, pôde distinguir entre diferentes isotopólogos do metano,[100] mas mesmo que a missão determine que a vida microscópica marciana é a fonte do metano, provavelmente ela reside muito abaixo da superfície, além do alcance do veículo.[101] As primeiras medições com o Tunable diode laser absorption spectroscopy (TDLAS) indicaram que há menos de 5 ppb de metano no local de pouso.[102][103] Em 16 de dezembro de 2014, a NASA informou que o rover Curiosity detectou um "aumento de dez vezes" na quantidade de metano na atmosfera marciana, provavelmente localizado. Amostras de medições feitas uma dúzia de vezes em 20 meses mostraram aumentos no final de 2013 e início de 2014, com média de 7 partes de metano por bilhão na atmosfera. Antes e depois disso, as leituras eram em média de um décimo desse nível.[104][105] Os picos de concentração sugerem que Marte está produzindo episodicamente ou liberando metano de uma fonte desconhecida.[106] O ExoMars Trace Gas Orbiter realizou medições de metano a partir de abril de 2018, bem como seus produtos de decomposição, como formaldeído e metanol.
- Em Júpiter, a atmosfera contém 3.000±1.000 ppm de metano.[107]
- Em Saturno, a atmosfera contém 4.500±2.000 ppm de metano.[108]
  - Em Enceladus, a atmosfera contém 1,7% de metano.[109]
  - Japeto.
  - Em Titã, a atmosfera contém 1,6% de metano e milhares de lagos de metano foram detectados na superfície.[110] Na atmosfera superior, o metano é convertido em moléculas mais complexas, incluindo o acetileno, um processo que também produz hidrogênio molecular. Há evidências de que o acetileno e o hidrogênio são reciclados em metano perto da superfície. Isso sugere a presença de um catalisador exótico, possivelmente uma forma desconhecida de vida metanogênica.[111] Chuvas de metano, provavelmente causadas por mudanças nas estações, também foram observadas.[112] Em 24 de outubro de 2014, o metano foi encontrado em nuvens polares em Titã.[113][114]

- Em Urano, a atmosfera contém 2,3% de metano.[115]
  - Acredita-se que o satélite natural Ariel tenha metano e que este seja um constituinte do gelo em sua superficial.
  - Miranda.
  - Em Oberon, cerca de 20% do gelo da superfície do satélite é formado por compostos de carbono e nitrogênio relacionados ao metano.
  - Em Titânia, cerca de 20% do gelo da superfície do satélite é formado por compostos orgânicos relacionados ao metano.
  - Em Umbriel, o metano é um constituinte do gelo da superfície.
- Em Netuno, a atmosfera contém 1,5±0,5% de metano.[116]
  - Tritão tem uma atmosfera de nitrogênio tênue com pequenas quantidades de metano perto da superfície.[117][118]
- Em Plutão, análises espectroscópicas da superfície do planeta anão revela que ele contém traços de metano.[119][120]
  - Acredita-se que o metano de Caronte esteja presente, mas não está completamente confirmado.[121]
- Em Éris a luz infravermelha do objeto revelou a presença de gelo de metano.[122]
- O cometa Halley.
- O cometa Hyakutake, que, em observações terrestres do objeto, encontraram etano e metano.[123]
- Em planetas extrasolares, o metano foi detectado no planeta extrasolar HD 189733b, sendo esta a primeira detecção de um composto orgânico na superfície de um planeta fora do sistema solar. Sua origem é desconhecida, já que a alta temperatura do planeta (700°C) normalmente favoreceria a formação de monóxido de carbono.[124] A pesquisa indica que colisões de meteoróides contra exoplanetas poderia adicionar certas quantidades de gases de hidrocarbonetos, tais como metano, tornando os exoplanetas parecem que são habitadas por vida, mesmo que eles não sejam.[125]
- Nuvens interestelares.[126]
- Atmosferas de estrelas do tipo M.[127]